# Ben's Chili Bowl
Ben's Chili Bowl est un vendeur de hot-dog situé au 1213 de U Street, à proximité du Lincoln Theatre, dans le quartier Shaw de la ville de Washington DC, capitale des États-Unis. Il est réputé pour son chili dog, un hot-dog recouvert de chili con carne, son half-smoke, une spécialité de hot-dog de la ville de Washington, D.C., ou ses milk-shakes, et fait partie intégrante, depuis 1958, de l'histoire du quartier.

## Menu
La spécialité de Ben's Chili Bowl est son « Original Chili half-smoke », soit un hot-dog composé d'une saucisse mi-porc mi-bœuf dans un pain de type bun, recouvert de moutarde américaine, d'oignons grillés et d'une sauce chili faite maison. En sus des traditionnels mets de type hot-dogs à base de saucisse de porc et de bœuf, l'établissement propose une variété de produits que l'on pourrait qualifier de maigre, dont des burgers ou des hot-dogs à la dinde (le « turkey-dog »), ou des plats végétariens, dont des burgers, des chilis et des hot-dogs.
En plus de la vente sur place et à emporter, l'établissement propose la livraison de nourriture sur tout le territoire des États-Unis d'Amérique.

## Sources
- (en) Cet article est partiellement ou en totalité issu de l’article de Wikipédia en anglais intitulé « Ben's Chili Bowl » (voir la liste des auteurs).